# Хросцин
Хросцин (пол. Chrościn) — село в Польщі, у гміні Дзежонжня Плонського повіту Мазовецького воєводства.
Населення — 77 осіб (2011).
У 1975—1998 роках село належало до Цехановського воєводства.

## Демографія
Демографічна структура станом на 31 березня 2011 року:
|          | Загалом | Допрацездатний вік | Працездатний вік | Постпрацездатний вік |
| -------- | ------- | ------------------ | ---------------- | -------------------- |
| Чоловіки | 40      | 11                 | 21               | 8                    |
| Жінки    | 37      | 5                  | 22               | 10                   |
| Разом    | 77      | 16                 | 43               | 18                   |